# Burchard II. von Blankenburg
Burchard II. von Blankenburg († 27. April oder 18. Mai 1305 in Magdeburg) war 1296 bis 1305 Erzbischof von Magdeburg.

## Leben
Burchard war der Sohn des Grafen Siegfried II. von Blankenburg und der Gräfin Mechthild von Wohldenberg. Er war als nachgeborener Sohn schon früh zum geistlichen Stande bestimmt. Um seine Pfründen zu sichern, übernahm er eine Vielzahl geistlicher Ämter. So wurde er am 21. April 1275 Domherr in Magdeburg, 1277 Domherr in Halberstadt, 1288 Domherr in Hildesheim, am 6. März 1288 Propst von Nienburg, 24. November 1289 Domkämmerer in Magdeburg, 1295 Archidiakon von Langenweddingen und Ende Januar 1296 erfolgt seine Wahl zum Erzbischof von Magdeburg.
Am 12. Juli 1296 erhielt er in Rom von Bonifatius VIII. die päpstliche Bestätigung und wenig später in Agnani die Konsekration und das Pallium. Jetzt erging es ihm wie seinen Vorgängern. Er hatte mit dem Adel zu kämpfen, wobei die auf seiner Seite stehenden Magdeburger Bürger die Burg Randau zerstörten. Wie zur Zeit seines Vorgängers im Jahre 1285, fand auch unter ihm im Jahre 1301 eine Judenverfolgung statt. Im selben Jahr verkaufte er dem Wettiner Dietrich IV.  von Thüringen wiederkäuflich die Schlösser Droissig und Burgwerben für 2000 Mark Stendalisches Silber, die später nicht eingelöst wurden.
Die Finanznot des Erzstifts dauerte auch unter Burchard an, so dass er genötigt war, verschiedene Güter zu veräußern. So verkaufte er für 1000 Mark Silber das Dorf Unseburg an das Kloster Riddagshausen und löste dafür das versetzt gewesene Schloss Sommerschenburg ein. Seinem persönlichen Charakter werden manche Tugenden, besonders Wohltätigkeit und Uneigennützigkeit, zugeschrieben.
Burchards Grabstelle ist unbekannt.

## Legende
Einst trieben böse Geister im See von Neuendorf ihr Unwesen gegen Fischer und Schiffer. Als dies Burchard zu Ohren kam, begab er sich dorthin, segnete den See und vertrieb damit die Geister, so dass man von keinem Unglücksfall mehr hörte. Daher wird der See noch heute „Heiliger See“ genannt.